# Kappa Pegasi
Kappa Pegasi (κ Peg, κ Pegasi) é um sistema estelar triplo localizado na constelação de Pegasus. Tem uma magnitude aparente de 4,159 e seu tipo espectral é F5IV; uma estrela subgigante. Tem o nome tradicional de Jih.[carece de fontes?]
O sistema consiste de dois componentes, designados Kappa Pegasi A e B, que são separados por 0,235 segundos de arco. A natureza binária do par foi descoberta por Sherburne W. Burnham em 1880. O período orbital do sistema é de 11,6 anos com um semieixo maior de 0,4 segundos de arco. O membro mais brilhante do par, Kappa Pegasi B, é uma binária espectroscópica, com os componentes designados Kappa Pegasi Ba e Kappa Pegasi Bb. Eles se orbitam a cada seis dias. Há um quarto componente, Kappa Pegasi C, que pode ser um componente óptico.